# Шейтвэсалоун
Шейтвэсалоун, Салоуншейтуэ (бирм. «переднее слово», можно перевести «восточное слово», Шей — перед, восток) — приставка, термин мьянманской грамматики, является калькой палийского термина упасагга, противопоставляется термину наутвэсалоун — окончание. В отличие от пали, в котором можно выделить много приставок, в мьянманском языке присутствует только одна шейтвэсалоун, это приставка «Э» (-). Она является показателем существительного или субстантиватором и поэтому имеет важное значение и большую частотность употребления.
Примеры:
- пьёди — говорить; эпьё — разговор.
- сади — питаться; эса — еда.
- кади — танцевать; эка — танец.